# Adolf Hasselblatt
Carl Magnus Adolf Hasselblatt (* 19. Juni 1823 in Röthel, Gouvernement Estland, Russisches Kaiserreich; † 19. August 1896 in Winnenden, Königreich Württemberg) war ein deutsch-baltischer Bildhauer, Maler und Kaufmann.

## Leben
Adolf Hasselblatt war eines von sieben Kindern des deutsch-baltischen evangelischen Pfarrers Johann Otto Hasselblatt (1790–1830) und dessen Ehefrau Wilhelmine (Minna) Dorothea Therese, geborene Gerber (1795–1842). Von 1840 bis 1854 war er als Kaufmann in Sankt Petersburg tätig. Über eine Gipsgießerei kam er mit Petersburger Künstlern in Kontakt. Ende der 1840er Jahre besuchte er die Kaiserlich Russische Akademie der Künste. Zum Abschluss dieses Studiums wurde er mit der großen silbernen Medaille ausgezeichnet. Als Bildhauer beteiligte er sich an der ornamentalen Ausgestaltung die Isaakskathedrale. 1854 begab er sich nach Wiborg, damals eine Stadt im Großfürstentum Finnland, wo er als Zeichenlehrer arbeitete. Bald darauf zog er nach Düsseldorf, um sich als Landschaftsmaler ausbilden zu lassen. Dort gehörte er von 1858 bis 1861/1862 dem Künstlerverein Malkasten an. In den Jahren 1881 bis 1885 wirkte er als Maler und Bildhauer in Florenz. Den Künstlerberuf gab er auf, weil er zur Ansicht gelangte, es darin nicht weit genug bringen zu können. Zeitweise lebte er als Kaufmann in Moskau, später wieder in Sankt Petersburg.